# Norfolk 06-20-05
Norfolk 06-20-05 è un album live di Iron & Wine, pubblicato nell'aprile del 2009.
Contiene la registrazione live della sessione tenuta al The Norva a Norfolk, VA, nel corso del Woman King Tour tenuto dal cantautore nel 2005.

## Tracce
1. Sunset Soon Forgotten – 3:09
2. Jezebel – 4:13
3. Woman King – 3:55
4. Free Until They Cut Me Down – 4:41
5. Evening On The Ground (Lilith's Song) – 2:43
6. Love And Some Verses – 3:38
7. Bird Stealing Bread – 3:53
8. The Night Descending – 2:21
9. Naked As We Came – 2:55
10. Communion Cups And Someone's Coat – 2:16
11. Fever Dream – 4:00
12. On Your Wings – 4:06
13. Freedom Hangs Like Heaven – 3:42
14. Upward Over The Mountain – 4:10
15. Teeth In The Grass – 2:19
16. Southern Anthem – 3:32
17. My Lady's House – 2:53
18. The Trapeze Swinger – 7:31